# Klütz
Klütz (pronunciación en alemán: /klyːt͡s/ⓘ) es una localidad en el distrito de Mecklemburgo Noroccidental, en el estado de Mecklemburgo-Pomerania Occidental, Alemania. Se sitúa cerca de la costa del Báltico,a 22 kilómetros de Wismar, y a 33 kilómetros al noreste de Lübeck.
El pueblo y la parroquia se mencionan por primera vez en el año 1230 en el Ratzeburger Zehntregister, el cual era una localidad perteneciente a la Diócesis de Ratzeburg.